# Бонво (Горња Савоја)
Бонво (фр. Bonnevaux) насеље је и општина у источној Француској у региону Рона-Алпи, у департману Горња Савоја која припада префектури Тонон ле Бен.
По подацима из 2011. године у општини је живело 244 становника, а густина насељености је износила 31,2 становника/km². Општина се простире на површини од 7,82 km². Налази се на средњој надморској висини од 910 метара (максималној 1.870 m, а минималној 799 m).

## Демографија
| 1962. | 1968. | 1975. | 1982. | 1990. | 1999. | 2011. |
| ----- | ----- | ----- | ----- | ----- | ----- | ----- |
| 210   | 211   | 204   | 209   | 254   | 240   | 244   |

График промене броја становника у току последњих година